# Barłóg
Barłóg – legowisko niedźwiedzi lub dzików, występujące w warunkach naturalnych, tworzone przez zwierzęta w celu zapewnienia sobie miejsca odpoczynku. Słowem barłóg, w pojęciu potocznym i pejoratywnym, nazywane jest także miejsce snu człowieka.

## Barłóg niedźwiedzi
W odniesieniu do niedźwiedzi barłogiem określa się legowisko dzienne, w odróżnieniu od legowiska zimowego – gawry.

## Barłóg dzików
Dziki (Sus scrofa) zakładają barłogi w leśnych zagajnikach i zaroślach. Barłogi zimowe wyścielają ściółką, suchą trawą lub gałęziami. Barłogi letnie nie są wyściełane – dziki kładą się bezpośrednio na ziemi, która chłodzi je w czasie upałów.

## Barłóg ludzki
W gwarze potocznej słowo barłóg stanowi pejoratywne określenie ludzkiego miejsca do spania, charakteryzującego się nieporządkiem, brudem, bądź słabej jakości posłaniem, wynikającym z biedy bądź niechlujstwa jego posiadacza.